# Ivan Denes
Ivan-Alexandru Denes (rumänisch: Deneș, * 16. September 1928 in Timișoara, Rumänien; † 16. Januar 2011 in Berlin) war ein deutscher Journalist und Schriftsteller, der in der politisch  ultrakonservativen und rechtsextremen Szene aktiv war.

## Leben
Denes entstammt einer jüdischen Familie; sein Vater war Händler. Aufgewachsen in Rumänien, studierte Denes Philosophie an den Universitäten von Cluj und Bukarest. 1945 trat er in die Rumänische Kommunistische Partei ein. Jedoch verließ er sie bereits 1947. Damals wurde Denes zum ersten Mal verhaftet. Im selben Jahr legte er seine Magisterprüfung ab. Danach arbeitete er als Verlagslektor und Zeitschriftenredakteur. Ab 1952 war Denes freier Übersetzer und Dokumentarfilmautor, ab 1957 Dramaturg des Staatlichen Puppentheaters in Cluj. 1958 wurde er erneut verhaftet und zu 20 Jahren wegen „Vaterlandsverrats“ verurteilt, jedoch 1964 begnadigt. 1966 verfasste Denes seinen ersten Kurzroman Die Tauben. Er übersetzte zahlreiche Autoren ins Rumänische, darunter Thomas Mann, Hermann Hesse, Romain Rolland, Deák Tamás, Thornton Wilder, Robert Graves, Aharon Megged.
1969 wurde sein vom Verlag bereits angenommener Roman „Gottlose Gebete“ von der Zensur verboten. 1970 wanderte Denes nach Israel aus. Dort wurde er Lektor für vergleichende Literaturwissenschaft an der Universität Haifa. 1971/72 verbrachte er mittels eines DAAD-Stipendiums in West-Berlin. 1972 begann er für den Axel-Springer-Verlag erst als Archivar, dann als Redakteur zu arbeiten. 1979 arbeitete er kurz bei Radio Free Europe in München, danach kehrte er zu Springer zurück.
Von 1948 bis 1989 arbeitete Denes unter den Decknamen „Aurel Bantaş“, „Alecu Sîrbu“, „GX-36“, „Petru Pintilie“, „Kraus“ und „Konrad“ als inoffizieller Mitarbeiter – als Inlands- und Auslandsagent – der rumänischen Securitate.
1981 gründete Denes die West-Ost-Nachrichtenagentur (WONA). Ab 1983 arbeitete er als freier Journalist. 1993 erschienen seine literarische Publikationen zum ersten Mal in Deutschland.

## Politik
Ivan Denes engagierte sich für Die Deutschen Konservativen und die Preußische Gesellschaft Berlin-Brandenburg. Er war Chefredakteur des Deutschland-Magazins und schrieb außerdem für das Ostpreußenblatt (heute Preußische Allgemeine Zeitung) und die Junge Freiheit. Er schrieb ferner Texte für die Staatsbriefe und das Magazin Sleipnir.
Ivan Denes ist wiederholt als Redner auf Veranstaltungen rechter und rechtsextremer Organisationen wie der Preußischen Gesellschaft Berlin-Brandenburg e. V. und den „Dienstagsgesprächen“ aufgetreten. Denes war erklärter Gegner des § 130 StGB (Volksverhetzung), der „die rechtliche Grundlage für die geistige Gängelung“ liefere. An gleicher Stelle vertrat Denes die Auffassung, dass „die Nazis eigentlich links waren“.
2007 kandidierte er für die Bremische Bürgerschaft auf Platz 4 der Liste der rechten Wählerinitiative Bremen muß leben, die von Joachim Siegerist und Bernd Rabehl angeführt wurde.

## Familie
Ivan Denes war dreimal verheiratet und geschieden; aus der zweiten Ehe sind drei Söhne hervorgegangen.

## Veröffentlichungen (Auswahl)
- Problemdenken und Systemdenken. Über das Verhältnis von Liberalismus und Naturwissenschaft, Verlag Europäische Ideen, Berlin 1976.
- Gott am Wannsee. Eine zeitgemässe Legende, aus dem Abstrakten ins Deutsche übersetzt vom muttersprachenlosen Autor selbst. Bock und Kübler, Berlin 1993, ISBN 3-86155-019-9.
- Tauben (Aus dem rumänischen Original vom Autor übersetzt) Oberbaum, Berlin / St. Petersburg 2000, ISBN 3-928254-24-3.
- Macht in der Macht. Wer und was ist die „Ostküste“ des Dr. Helmut Kohl? Jüdische Organisationen in den USA: Ein Dossier. Oberbaum, Berlin [u. a.] 2000, ISBN 3-933314-34-8.
- politisch unkorrekt. Gedankensplitter als Tagebuchersatz. WPR – Wirtschafts- und Verbands-PR, Hamburg 2009, ISBN 978-3-910087-01-9.